# 佐洛托諾沙區
佐洛托諾沙區（烏克蘭語：Золотоніський район），是烏克蘭切爾卡瑟州的一個區，行政中心設於佐洛托諾沙，人口数量为138,036人（2021年估计）。

## 历史
該區成立於1923年3月7日。
2020年7月18日作为乌克兰行政区划改革的一部分，切爾卡瑟州的区份数量减至4个，佐洛托诺沙区的面积显著增加。原喬爾諾拜區、德拉比夫區，以及州辖市佐洛托諾沙合并至佐洛托诺沙区。改革前佐洛托诺沙区的面积为1,493平方公里，2020年人口数量为39,349人。

## 行政区划
佐洛托诺沙区下分为11个市镇：
- 佐洛托諾沙市鎮（烏克蘭語：Золотоніська міська громада）
- 德拉比夫市鎮（烏克蘭語：Драбівська селищна громада）
- 喬爾諾拜市鎮（烏克蘭語：Чорнобаївська селищна громада）
- 大胡蒂爾市鎮（烏克蘭語：Великохутірська сільська громада）
- 沃茲內森斯凱市鎮（烏克蘭語：Вознесенська сільська громада）
- 赫利米亞濟夫市鎮（烏克蘭語：Гельмязівська сільська громада）
- 佐里夫卡市鎮（烏克蘭語：Зорівська сільська громада）
- 伊爾克利伊夫市鎮（烏克蘭語：Іркліївська сільська громада）
- 新德米特里夫卡市鎮（烏克蘭語：Новодмитрівська сільська громада）
- 皮夏內市鎮（烏克蘭語：Піщанська сільська громада (Черкаська область)）
- 什拉姆基夫卡市鎮（烏克蘭語：Шрамківська сільська громада）